# Ebtisam Aldebe
Ebtisam Aldebe, född 4 juli 1963 i Jordanien, är en före detta centerpartistisk politiker och tidigare ersättare i Riksdagen samt nämndeman i Förvaltningsrätten i Stockholm och i Solna tingsrätt.

## Politiska gärningar
Ebtisam Aldebe deltog i den svenska regeringens undersökningar 2004 om folkbildning och hon stärkte studieförbundet Ibn Rushds ställning. Hon beskrevs i undersökningen som ordförande för muslimska tjejklubben i Solna som enligt rapporten hade mellan 80 och 100 medlemmar. Hon stod som tredjenamn på Centerpartiets riksdagslista 2006. Hon har uppmärksammats för att ha föreslagit möjlighet för muslimer i Sverige att söka dispens från svensk arvsrätt och familjerätt. Hon förklarade i egenskap av riksdagskandidat att Sverige bör införa särlagstiftning för muslimer, till exempel när det gäller skilsmässa. Hon hävdar att den svenska lagstiftningen inte duger eftersom den "inte grundar sig på islamiska principer" och särskilda lagar för muslimer borde även gälla inom arvsrätt.
Ebtisam Aldebe har även uppmärksammats för att som nämndeman i Migrationsdomstolen år 2011 ha förhindrat uppehållstillstånd till kristna konvertiter, och mer ofta än andra nämndemän ifrågasatt om konverteringen skett "av genuin övertygelse".

## Uteslutning ur Centerpartiet
År 2018 kritiserades hon för att som nämndeman i Solna tingsrätt ha bidragit till ovanliga domskäl i en dom gällande en man som anklagats för att misshandla en kvinna friats bland annat med motiveringen att han kom från "en god familj" i motsats till det kvinnliga offret. Då domen blev känd uteslöts hon från Centerpartiet eftersom hennes värderingar inte var acceptabla för en medlem i partiet. Hon blev också tillfälligt avstängd som nämndeman av Solna tingsrätt. Aldebe uppgav att hon inte stod bakom formuleringarna i domen. Justitieombudsmannen kritiserade i maj 2018 domaren i målet för att hon i det aktuella ärendet inte gått igenom domskälen med nämndemännen innan domen förkunnades.

## Bedrägeri
Den 10 juni 2019 åtalades Aldebe för grovt bedrägeri. Hon misstänktes för att oriktigt ha uppgett förlorad inkomst för Solna tingsrätt vid 138 tillfällen, detta från en stiftelse som drevs av hennes make. Brottet innebar att hon felaktigt fått ut 150 000 kr i ersättning för inkomstbortfall. Eftersom stiftelsens räkenskaper inte uppvisade någon utbetalad lön uppstod misstanke om grovt bedrägeri. I oktober 2019 dömdes hon mot sitt nekande till villkorlig dom, dagsböter och skadestånd.

## Familj
Ebtisam Aldebe är gift med Mahmoud Aldebe. Tillsammans har de dottern Iman, som är klädskapare.